# Modicogryllus alluaudi
Modicogryllus alluaudi är en insektsart som först beskrevs av Lucien Chopard 1932.  Modicogryllus alluaudi ingår i släktet Modicogryllus och familjen syrsor. Inga underarter finns listade i Catalogue of Life.